# Skarżysko-Kamienna (stacja kolejowa)

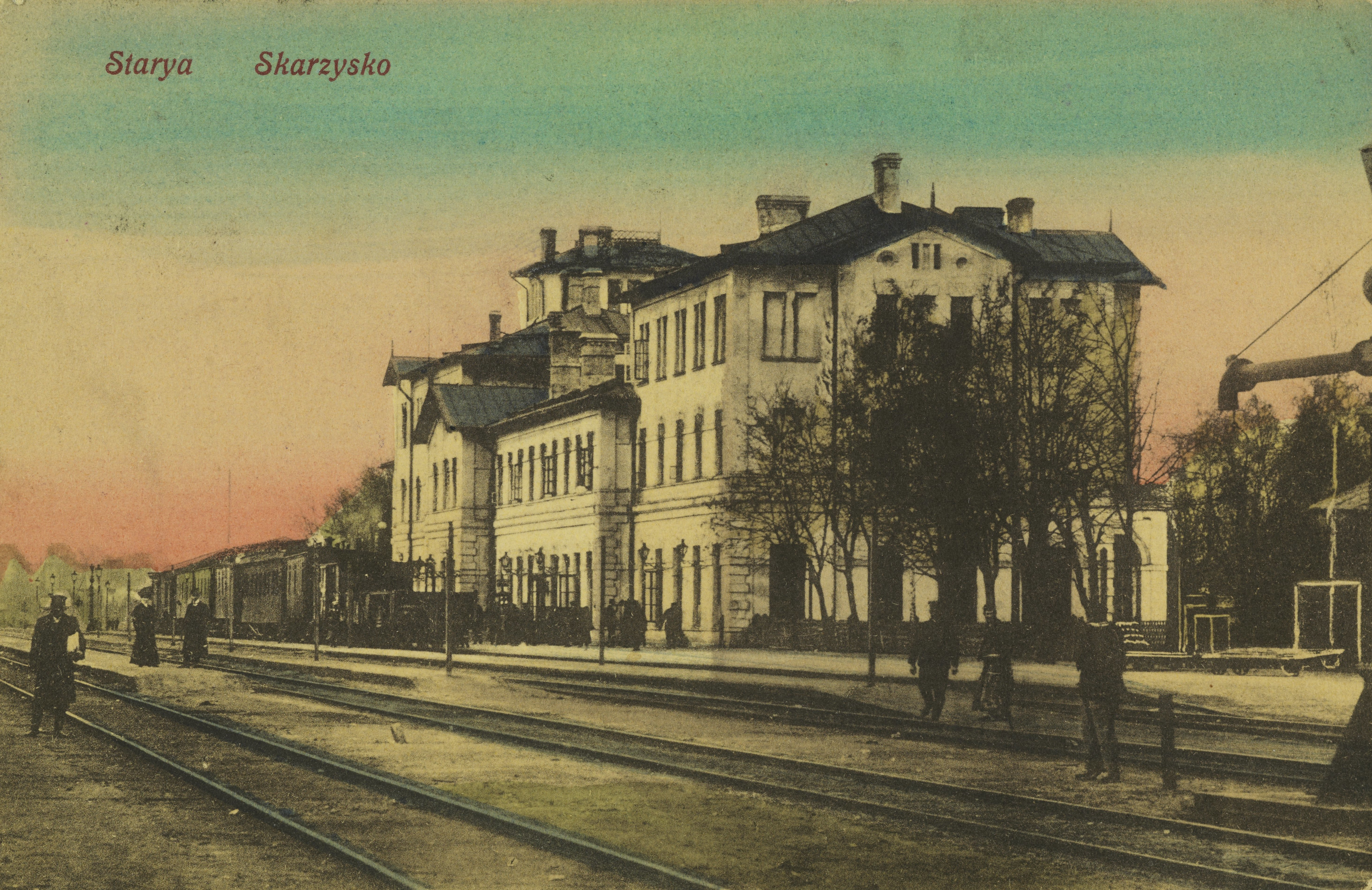
Stacja około 1909 r.

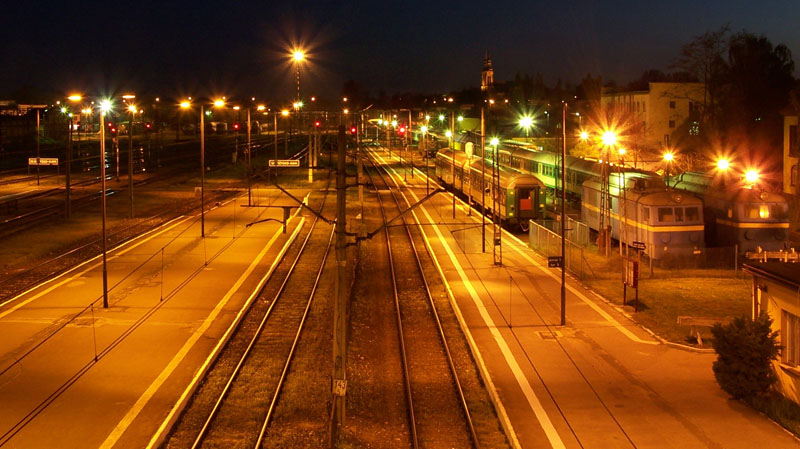
Stacja Skarżysko-Kamienna nocą - widoczne wszystkie perony (od lewej: 3, 2, 1, w głębi przedłużenie peronu 1 - peron 1a)

Skarżysko-Kamienna – stacja kolejowa w Skarżysku-Kamiennej, w województwie świętokrzyskim, w Polsce. Według klasyfikacji PKP ma kategorię dworca regionalnego. Powstała w 1885 roku w ramach budowy kolei Iwangorodzko-Dąbrowskiej. Jedna z czterech stacji kolejowych w Polsce posiadających status stacji rozrządowej i jednocześnie jeden z większych kolejowych węzłów towarowych w kraju.
Położenie stacji kolejowej oraz jej znaczne rozmiary uwarunkowały specyficzne rozwiązania komunikacyjne w mieście. Część osobowa stacji znajduje się w centralnej części miasta, pomiędzy osiedlami: Przydworcowym i Dolna Kamienna, a część towarowa w północno-wschodniej części, przy granicy ze Skarżyskiem Kościelnym. Dworzec kolejowy znajduje się przy Al. Niepodległości 90A.

## Historia
Historia stacji kolejowej w Skarżysku-Kamiennej sięga końca XIX wieku – w 1885 roku nastąpiło uruchomienie linii Iwangorodzko-Dąbrowskiej. W ówczesnej miejscowości Kamienna, która dała początek obecnemu miastu, linia ta rozgałęziała się w kierunku wschodnim – do Ostrowca i Bodzechowa, oraz zachodnim – do Koluszek. W miejscu rozwidlenia zbudowano stację II klasy, której nadano nazwę pobliskiej wsi Bzin, chociaż obiekt zlokalizowany był na terenie Kamiennej. Obiekt posiadał parowozownie, warsztaty naprawy taboru kolejowego, 3 remizy, kuźnię, pompownię oraz warsztat obróbki metalu. Nazwa Skarżysko dla stacji przyjęła się w 1897 r. po upaństwowieniu kolei.

## Ruch pasażerski
| Rok  | Wymiana roczna | Wymiana pasażerska na dobę | Miejsce w Polsce |
| ---- | -------------- | -------------------------- | ---------------- |
| 2017 | 913 000        | 2500                       | 97               |
| 2018 | 913 000        | 2500                       |                  |
| 2019 | 1 060 000      | 2900                       | 94               |
| 2020 | 769 000        | 2100                       | 78               |
| 2021 | 913 000        | 2500                       | 80               |
| 2022 | 1 277 500      | 3500                       | 98               |
| 2023 | 1 533 000      | 4200                       |                  |

## Linie kolejowe
Stacja Skarżysko-Kamienna ma charakter stacji węzłowej. Przebiegają przez nią dwie linie kolejowe o znaczeniu państwowym: linia kolejowa nr 8 Warszawa Zachodnia – Kraków Główny i linia kolejowa nr 25 Łódź Kaliska – Dębica. Z wyjątkiem odcinka linii nr 25 od Skarżyska do Tomaszowa Mazowieckiego, obie linie są zelektryfikowane i dwutorowe. Kilometraże linii przebiegających przez stację Skarżysko-Kamienna przedstawia poniższa tabela:
| Nr | Nazwa                              | km stacji | km stacji | km stacji |
| Nr | Nazwa                              | pocz.     | osi       | końca     |
| -- | ---------------------------------- | --------- | --------- | --------- |
| 8  | Warszawa Zachodnia – Kraków Główny | 142,923   | 143,442   | 144,452   |
| 25 | Łódź Kaliska – Dębica              | 142,552   | 143,513   | 144,366   |

## Infrastruktura

### Budynek dworca
Podczas I wojny światowej w 1916 r. budynek dworca został spalony przez Rosjan – odbudowano go jednak w podobnym kształcie i do dziś spełnia on swoją funkcję. Wewnątrz znajduje się czynna całodobowo hala poczekalni, gdzie znajduje się kiosk i sklepiki, a także dwie kasy biletowe spółki PKP Intercity, prowadzące również sprzedaż biletów spółki Polregio oraz Kolei Mazowieckich. W budynku dworca swoją siedzibę ma ponadto Świętokrzyski Oddział Przewozów Regionalnych oraz Zespół Drużyn Konduktorskich Zakładu Południowego spółki PKP Intercity.

### Perony
Stacja posiada 3 perony – 1, 2 oraz 3. Dawniej funkcjonował peron 1a, zatrzymywały się przy nim pociągi do Łodzi i Tomaszowa Mazowieckiego. Od 2021 ruch pasażerski na tej linii powrócił, a w 2023 peron 1a doczekał się remontu.
Wszystkie perony wykonane są z utwardzonej nawierzchni bitumicznej. Do peronu pierwszego dojście możliwe jest z ulicy oraz z budynku dworca. Do pozostałych peronów dostęp jest przez kładkę dla pieszych oraz przejścia w poziomie szyn. Od 2022 dojście możliwe jest dzięki tunelowi podziemnemu który zastąpił dawną kładkę.
Szczegółowy wykaz wszystkich peronów na stacji znajduje się w poniższej tabeli.
| Nr linii kolejowej | Nr peronu | Rodzaj                        | Wysokość [m] | Długość [m] | Długość [m]  | Nr toru     | Nr toru      | Nawierzchnia   | Architektura                    |
| Nr linii kolejowej | Nr peronu | Rodzaj                        | Wysokość [m] | strona lewa | strona prawa | strona lewa | strona prawa | Nawierzchnia   | Architektura                    |
| ------------------ | --------- | ----------------------------- | ------------ | ----------- | ------------ | ----------- | ------------ | -------------- | ------------------------------- |
| 8                  | 1         | peron jednokrawędziowy wysoki | 0,76         | –           | 245          | –           | 3            | płyty peronowe | zadaszenie; ławki; nagłośnienie |
| b.d.               | 1a        | peron jednokrawędziowy wysoki | 0,76         | 200         | b.d.         | 7           | -            | płyty peronowe | zadaszenie; ławki; nagłośnienie |
| 8                  | 2         | peron wyspowy wysoki          | 0,76         | 400         | 400          | 1           | 2            | płyty peronowe | zadaszenie; ławki; nagłośnienie |
| 25                 | 3         | peron wyspowy wysoki          | 0,76         | 400         | 400          | 6           | 8            | płyty peronowe | zadaszenie; ławki; nagłośnienie |

W przeszłości, począwszy od drugiej połowy lat 80. XX w., stacja wyposażona była ponadto w paletowe tablice informacyjne typu „Pragotron”. Obecnie na stacji brak tego typu urządzeń.

### Urządzenia sterowania ruchem kolejowym

#### Część rozrządowa
Ruch w części rozrządowej stacji obsługiwany jest z nastawni SKA, SKB, SKC i SKE. W przeszłości wykorzystywana była także nastawnia SKD, obecnie przeznaczona do rozbiórki. Rozrządem wagonów na górce rozrządowej steruje nastawnia rorządowa SKBr.
Przed modernizacją stacja rozrządowa wyposażona była w dwie górki rozrządowe, pracujące na kierunku północ-południe, oddzielone głównymi torami zasadniczymi. Obie górki, tzw. „warszawska” i „dęblińska” wyposażone były w mechaniczne urządzenia sterowania ruchem kolejowym. Stacja rozrządowa przeszła modernizację w latach 1986–1988. Zmodernizowana stacja jest stacją jednokierunkową dwugrupową, o kierunku pracy północ-południe. Obecnie wyposażona jest w jedną górkę rozrządową wraz z całością infrastruktury towarzyszącej:
- 16 torów przyjazdowych,
- 32 tory kierunkowo-odjazdowe,
- 3 tory odjazdowe do Radomia,
- 3 tory odjazdowe do Stalowej Woli Rozwadowa,
- 2 tory wyciągowe,
- 2 tory komunikacyjne w grupie kierunkowo-odjazdowej,
- 1 tor komunikacyjny w grupie przyjazdowej,
- 1 tor na górce rozrządowej.

W okręgach SKA, SKB i SKC stacji rozrządowej zabudowane zostały przekaźnikowe urządzenia typu E z napędami zwrotnicowymi EEA4 w łącznej ilości 149 sztuk. Na górce rozrządowej (okręg SKBr) zastosowano urządzenia automatycznego rozrządu:
- systemy automatycznego sterowania hamulcami ZWH i HAD sterujące:
  - 4 hamulcami odstępowymi typu ETH-11026,
  - 32 hamulcami docelowymi typu ETH-10013;
- system pomiaru wolnej długości torów kierunkowych SKT-1,
- system indywidualnego nastawiania zwrotnic SNZ-2 (33 zwrotnice).

Od listopada 1998 roku systemy ZWH i HAD w okręgu SKBr są wyłączone z eksploatacji z powodu uszkodzenia pakietów cyfrowych MC02 i MA11 oraz braku możliwości ich naprawy (części zamienne nie są już produkowane). Z powodu uszkodzenia głowic EFM 2101 czujników ELS-7 wyłączono z eksploatacji także system licznikowy do stwierdzania zajętości rozjazdów EOL. Sprawne są: system pomiaru wolnej długości torów kierunkowych SKT-1 oraz system sterowania hamulcami SHT-1. System nastawiania zwrotnic SNZ-2 wymaga regeneracji. W wyniku prac wykonanych w latach 2004–2007 sprawność techniczna hamulców odstępowych oraz głównego rurociągu ich zasilającego została przywrócona.

#### Część osobowa
Modernizacja stacji w latach 80. XX w. ominęła część osobową. Ruchem w tej części stacji zarządzają nastawnia dysponująca SY i wykonawcza SY2. Te dwa okręgi nastawnicze do dziś wyposażone są w mechaniczne urządzenia SRK z sygnalizacją świetlną.

## Połączenia

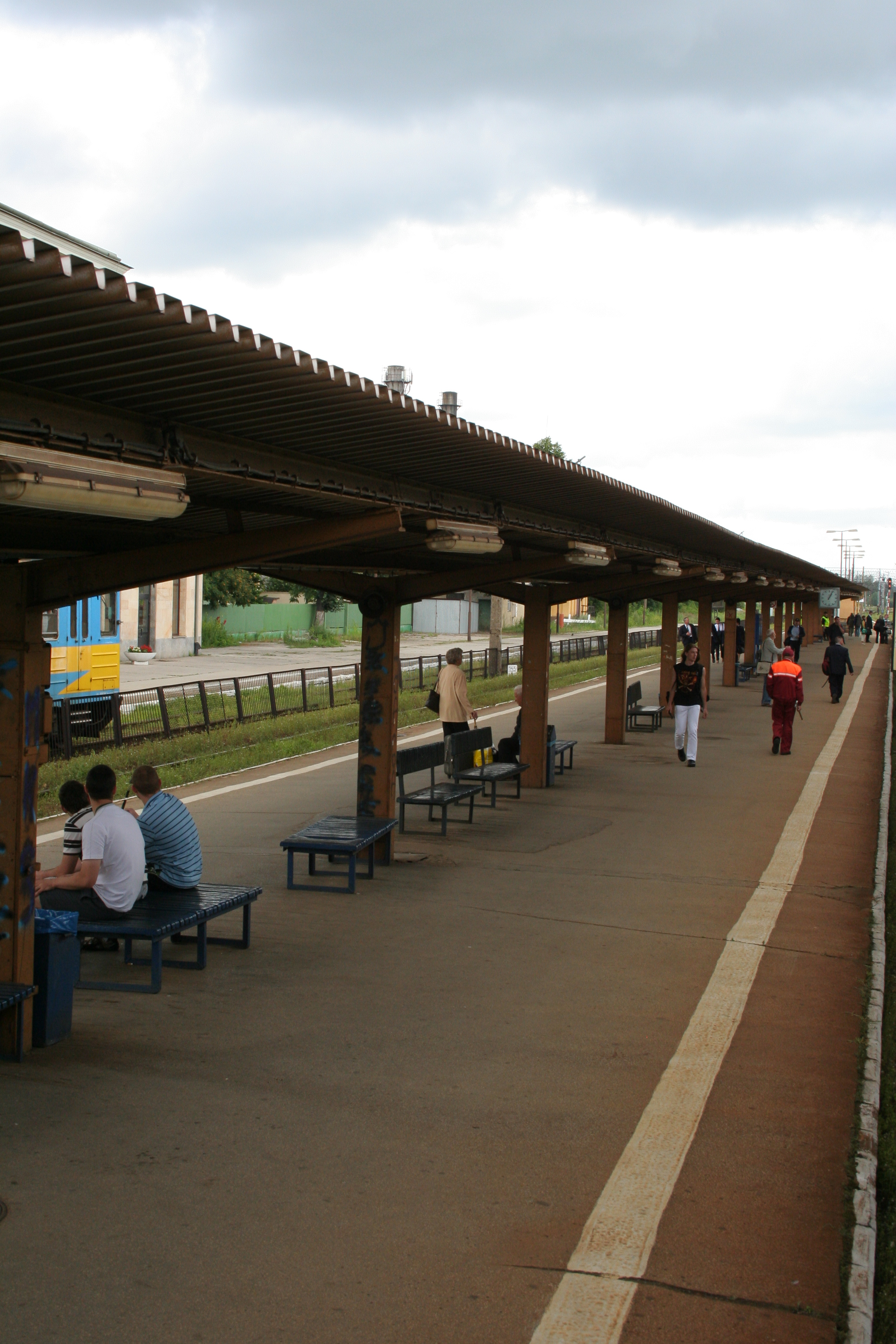
Peron II na dworcu kolejowym

Obecnie (2024/2025) ze stacji Skarżysko-Kamienna pociągami osobowymi Kolei Mazowieckich można dojechać do następujących stacji:
- Radom Główny
- Łuków
- Warszawa Zachodnia
- Warszawa Wschodnia
- Mińsk Mazowiecki

Pociągami osobowymi Polregio można dojechać do następujących stacji:
- Kielce Główne
- Ostrowiec Świętokrzyski
- Opoczno
- Tomaszów Mazowiecki
- Kraków Główny
- Częstochowa
- Łódź Kaliska
- Łódź Chojny

Pociągami pośpiesznymi PKP InterCity można dojechać do następujących stacji:
- Kraków Główny
- Warszawa Zachodnia
- Warszawa Wschodnia
- Świnoujście
- Zakopane
- Lublin Główny
- Katowice
- Olsztyn Główny
- Wrocław Główny
- Kielce Główne
- Kołobrzeg
- Gdańsk Główny
- Gdynia Główna
- Białystok
- Szczecin Główny
- Gliwice

## Transport towarowy
W północno-wschodniej części miasta znajduje się oddana do użytku we wrześniu 1988 r. stacja rozrządowa; Skarżysko-Kamienna jest siedzibą zakładu przewozów towarowych oraz zakładu taboru spółki PKP Cargo. Poniższa tabela przedstawia statystyki załadunku towarów na stacji Skarżysko-Kamienna w wybranych latach.
|      | Załadunek masy towarowej (tony) | Liczba załadowanych wagonów (szt.) |
| 1985 | 149 300                         | 8588                               |
| 1990 | 82 000                          | 3645                               |
| 1995 | 42 595                          | 1470                               |
| 1997 | 29 665                          | 1108                               |
| 1998 | 28 215                          | 1143                               |
| 1999 | 22 551                          | 868                                |
| 2000 | 18 674                          | 757                                |
| 2001 | 10 418                          | 487                                |
| 2002 | 6279                            | 343                                |
| 2003 | 19 830                          | 810                                |
| 2004 | 18 976                          | 767                                |
| 2005 | 16 976                          | 767                                |
| 2006 | 22 833                          | 1174                               |

## Komunikacja z dworcem
W bezpośrednim sąsiedztwie dworca znajduje się bezpłatny parking oraz dworzec autobusowy przewoźników dalekobieżnych. Odjeżdżają stąd m.in. autokary Polskiego Busa, czy PKS Polonus. Po drugiej stronie al. Niepodległości znajduje się natomiast pętla autobusowa Miejskiej Komunikacji Samochodowej w Skarżysku-Kamiennej.

## Przejścia
Przejście pomiędzy osiedlami Przydworcowym i Dolna Kamienna zapewnia podziemne przejście częściowo oddane do użytku w 2022 r. Połączenie drogowe między poszczególnymi osiedlami, rozdzielonymi stacją, jest nieco bardziej utrudnione. Nad zachodnią głowicą stacji znajduje się wiadukt drogowy, a za północną głowicą przejazd kolejowy. W 2021 roku została zaczęta rozbiórka kładki nad torami

## Galeria

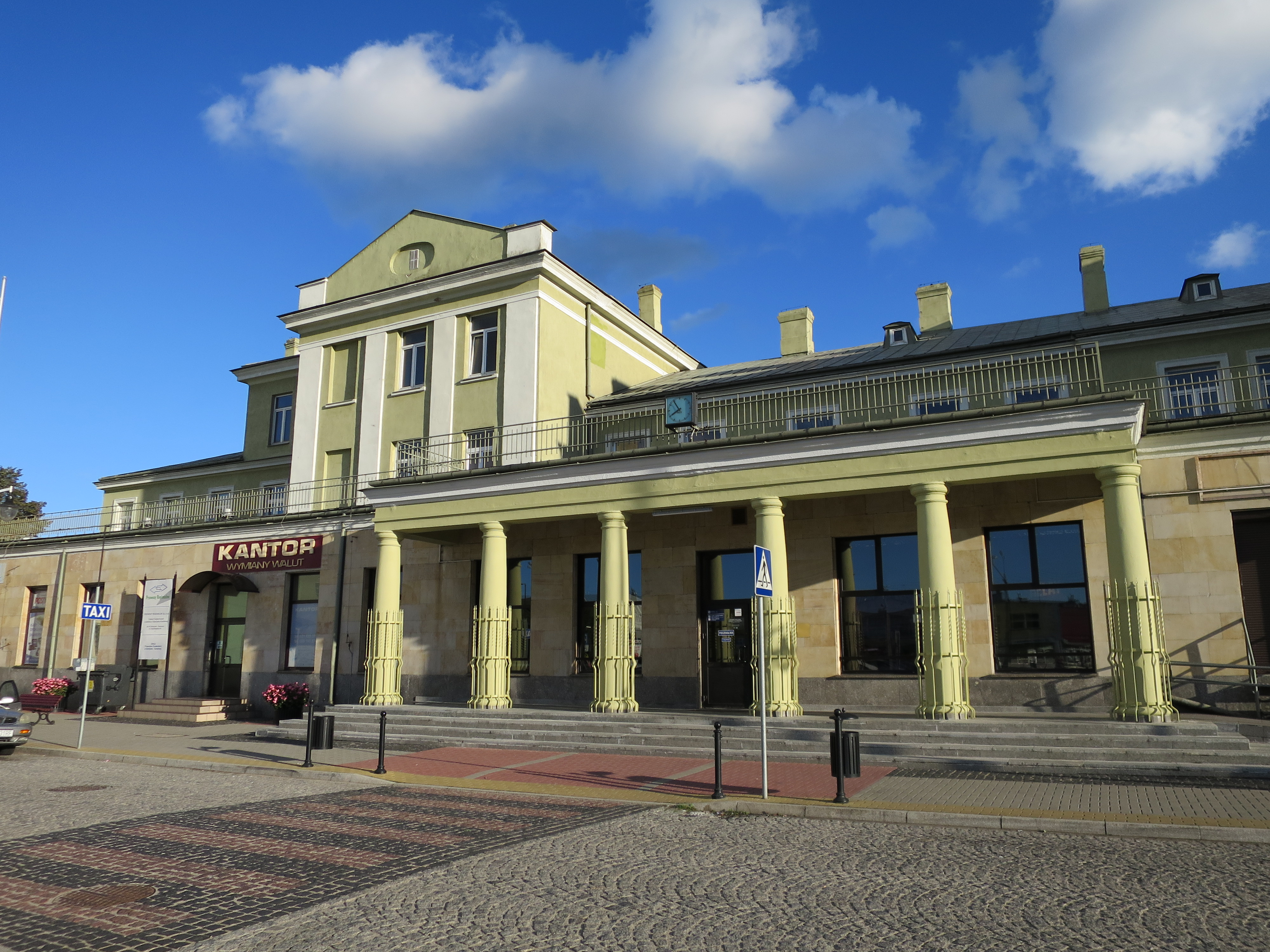
Dworzec od strony miasta
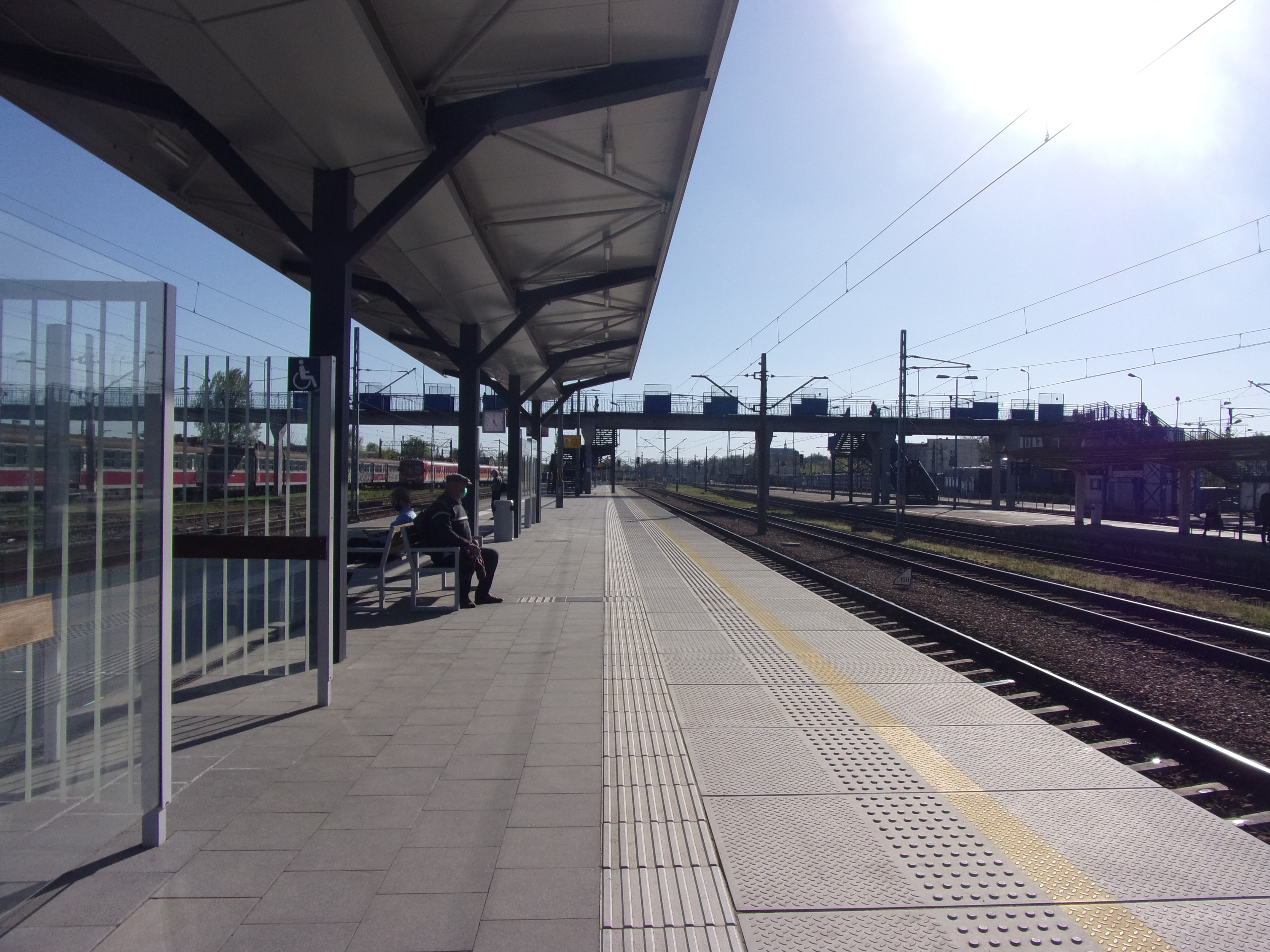
Peron 3
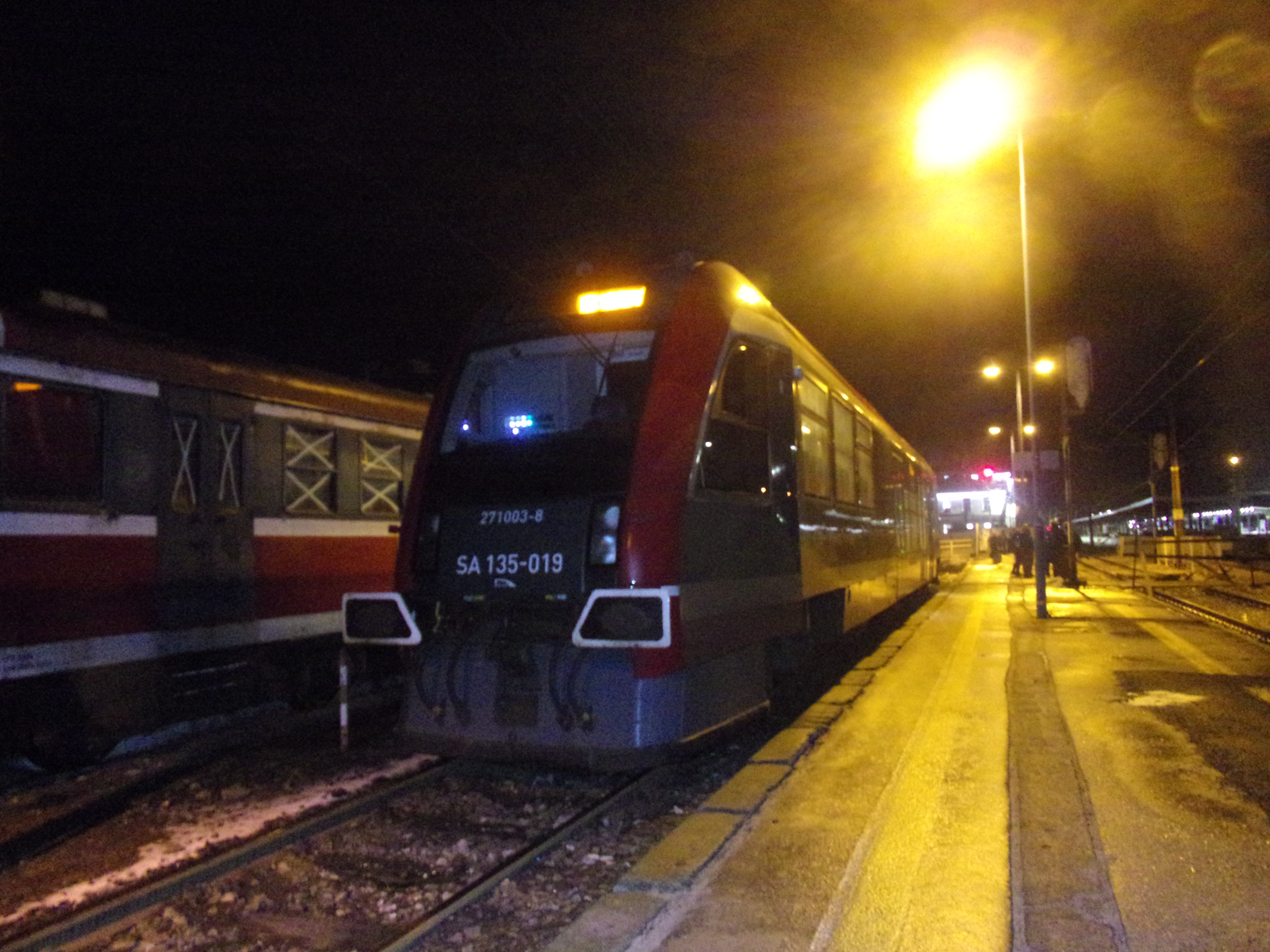
peron 1a oraz szynobus SA139-019
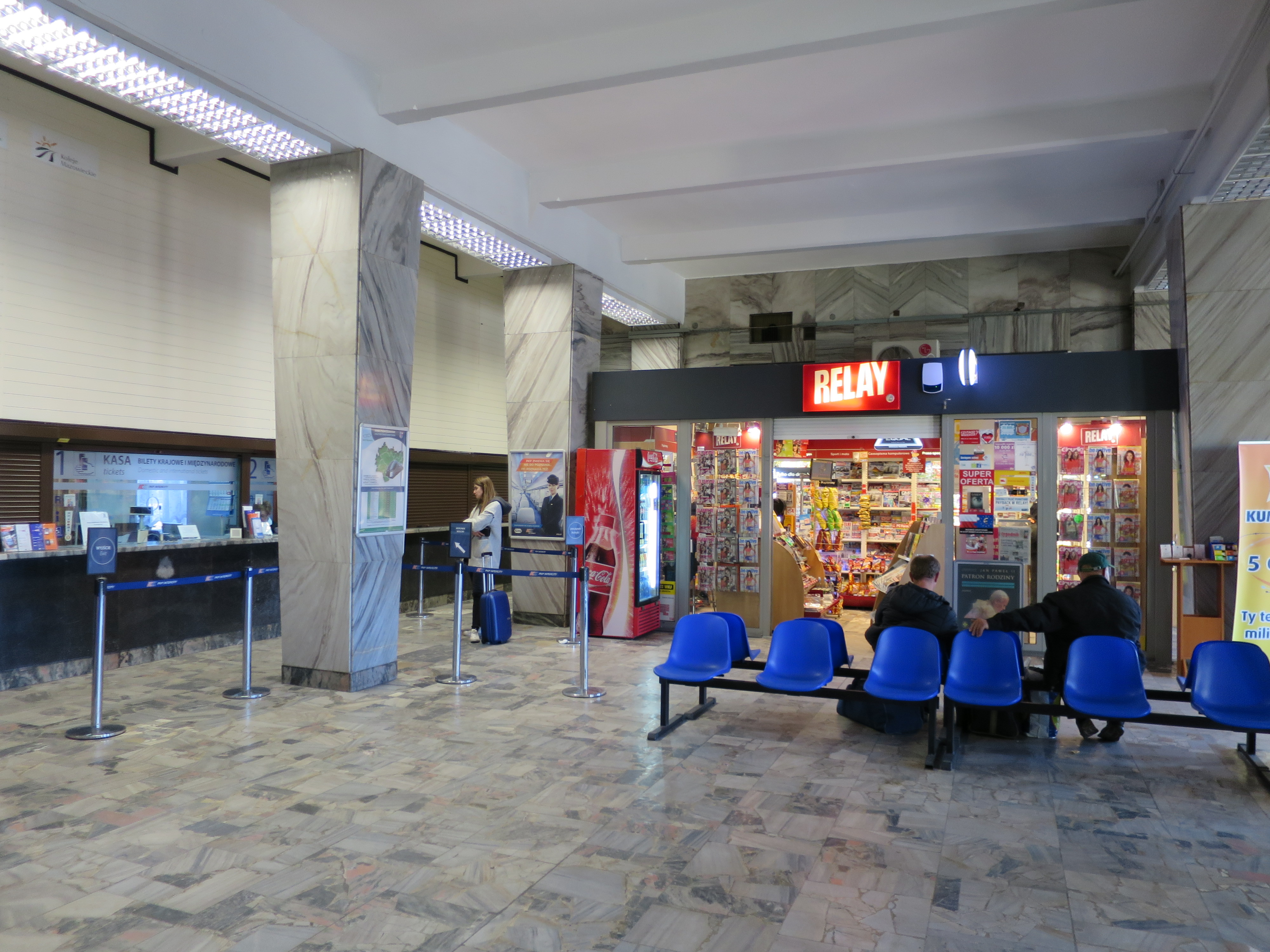
Wnętrze dworca (przed remontem, 2015)
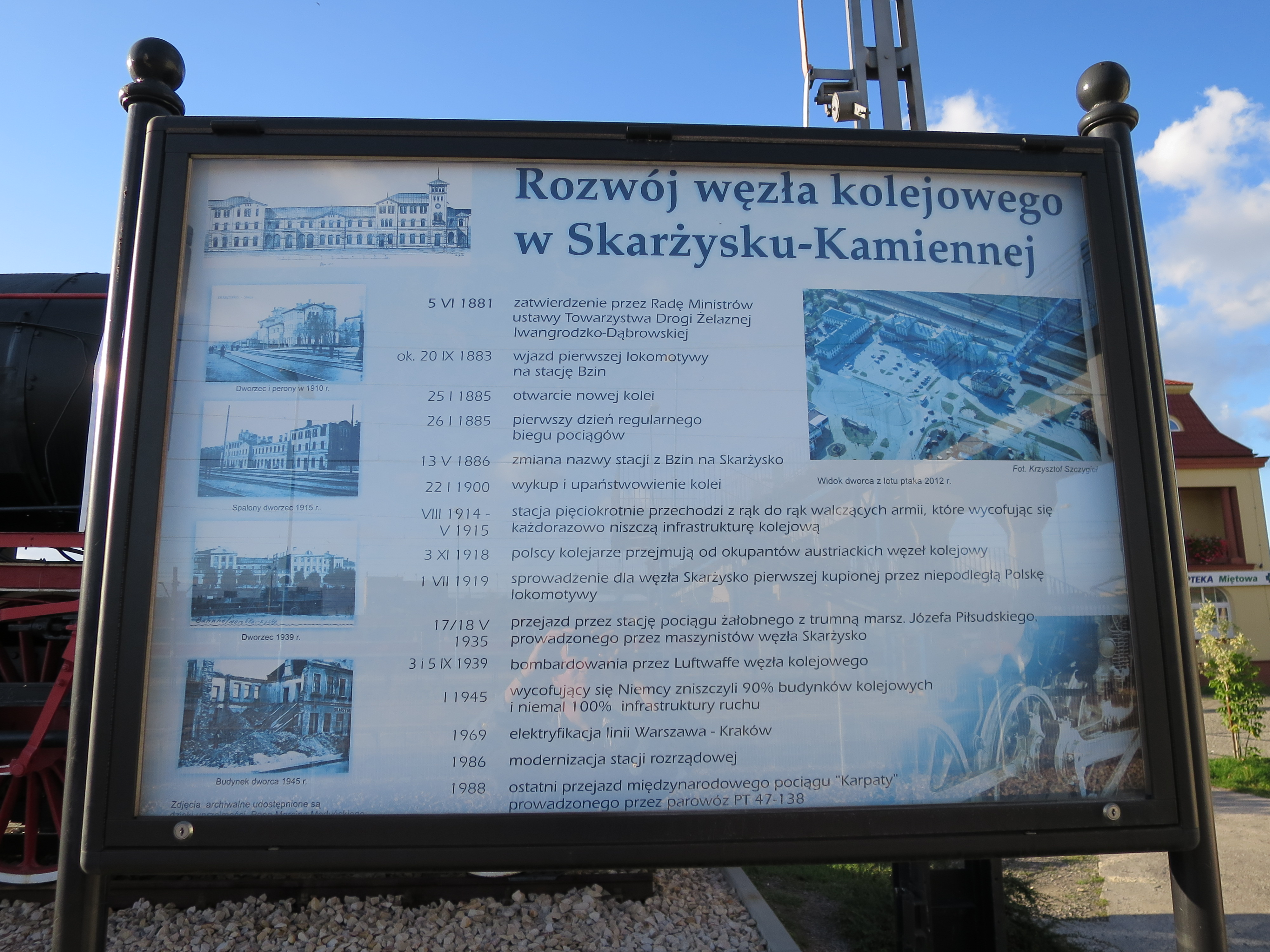
Historia rozwoju węzła kolejowego
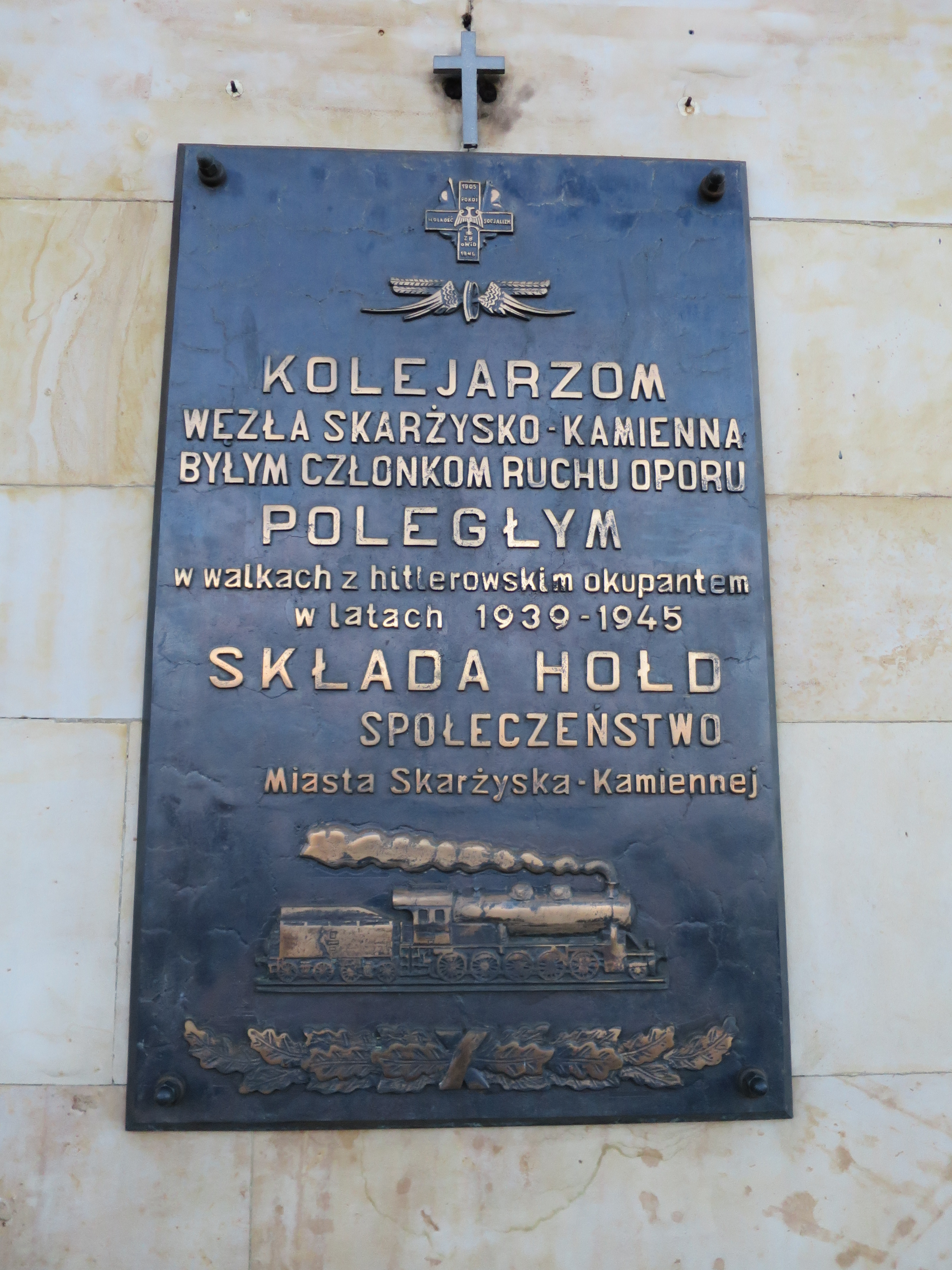
Tablica pamiątkowa
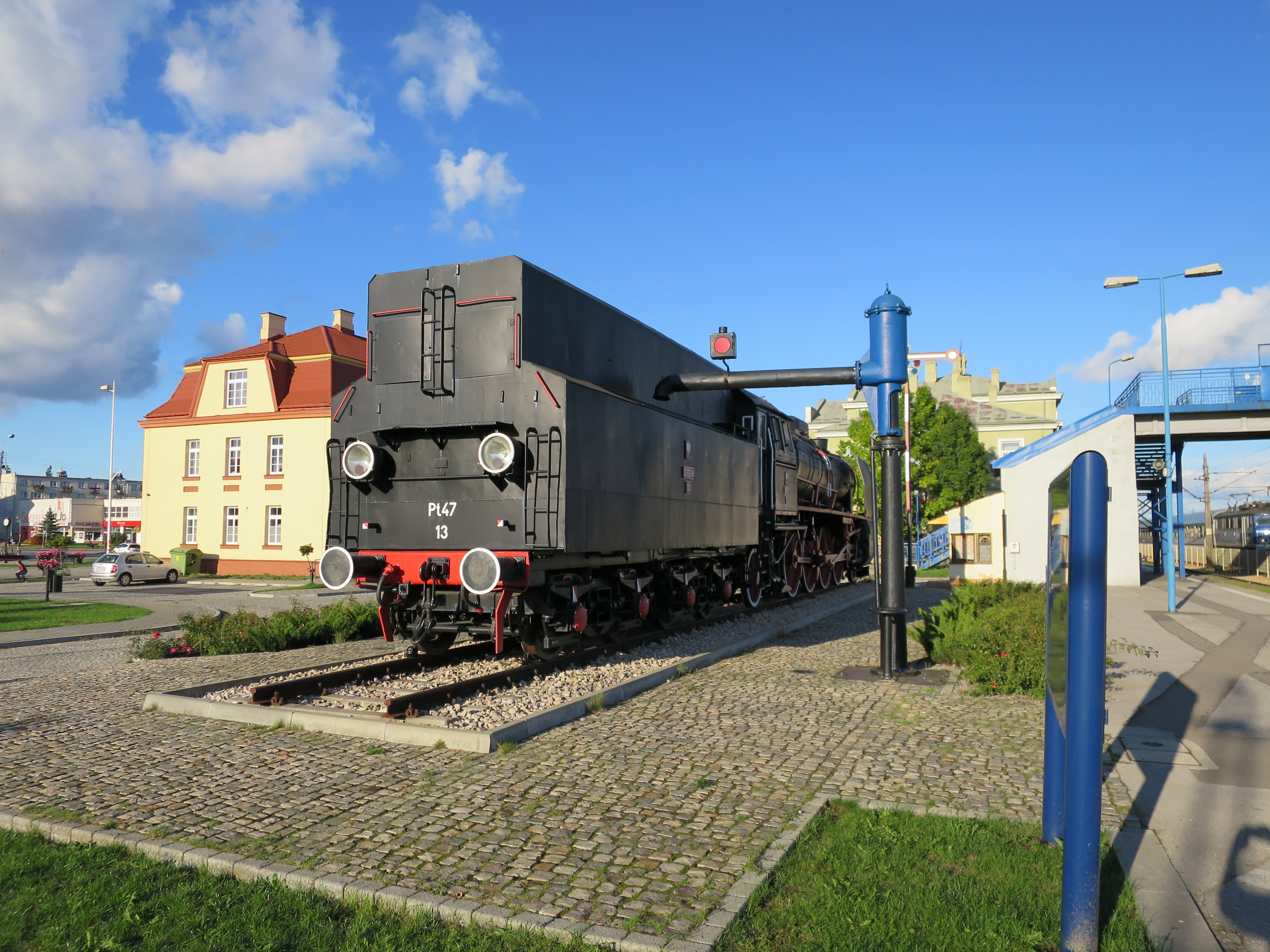
Pt47-13
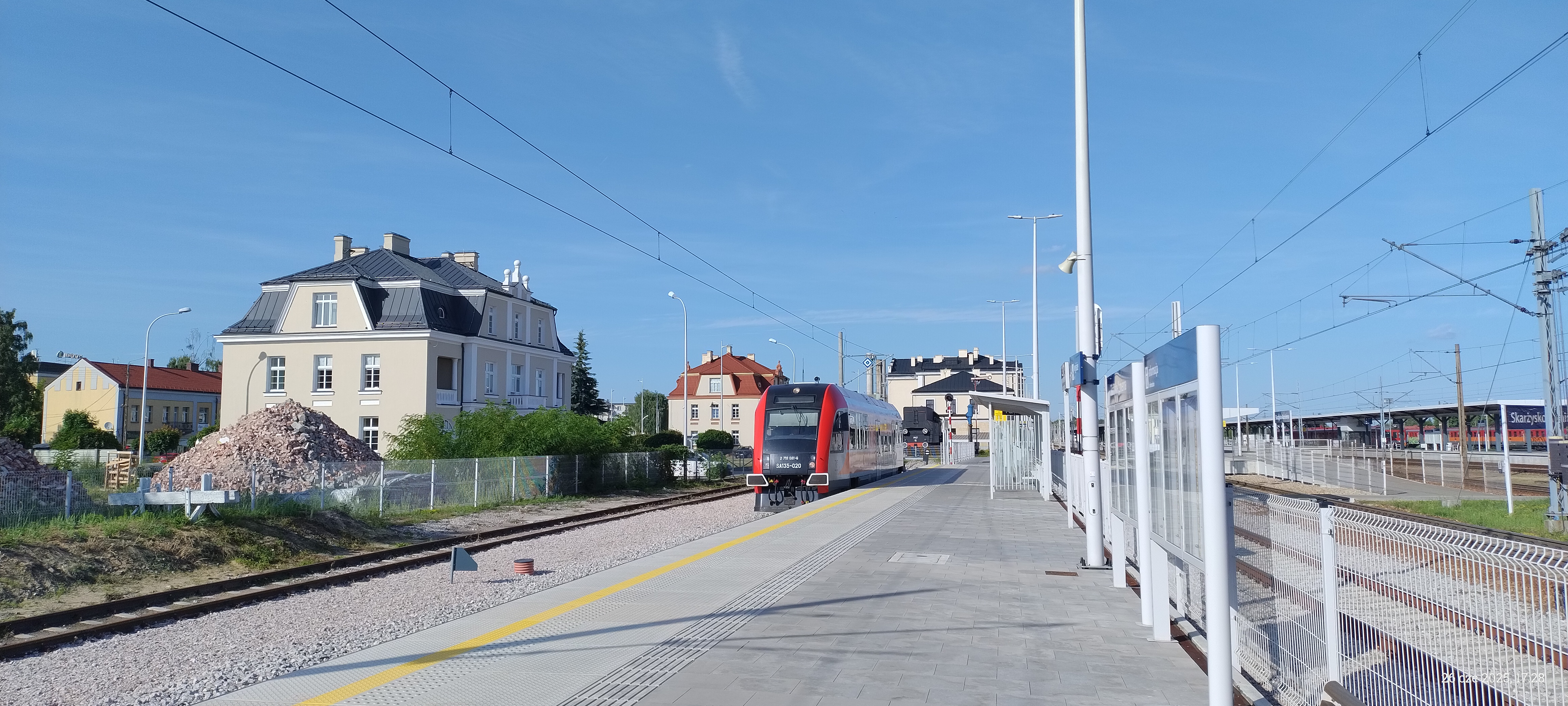
Peron 1a po remoncie, w tle widać perony 2 i 3